# Lazy learning
Lazy learning (engl., „Träges Lernen“) ist eine Klasse von maschinellen Lernverfahren. Im Gegensatz zum eager learning findet dabei die Modellbildung nicht während oder nach dem Trainieren statt, sondern erst zur Zeit der Anfrage.
Der Vorteil ist dabei, dass zur Zeit der Abfrage die Modellbildung lokal in der Umgebung des aktuellen Arbeitspunktes geschehen kann.